# Pierre Pleimelding
Pierre Pleimelding (ur. 19 września 1952 w Laxou, zm. 1 maja 2013 w Colmar) – francuski piłkarz z występujący na pozycji napastnika. Trener piłkarski. Syn innego piłkarza, René Pleimeldinga.

## Kariera klubowa
Pleimelding treningi rozpoczął w zespole SR Colmar, a następnie grał w juniorach AS Nancy. W 1969 roku został włączony do jego rezerw. W 1970 roku przeszedł do Troyes AF, grającego w Division 2. Spędził tam sezon 1970/1971, a potem odszedł do także drugoligowego SR Colmar. W sezonie 1971/1972 został królem strzelców Division 2. W 1974 roku został graczem AS Monaco z Division 1. W lidze tej zadebiutował 26 października 1974 w wygranym 1:0 meczu z SC Bastia. 1 grudnia 1974 w wygranym 3:1 pojedynku z Troyes strzelił pierwszego gola w Division 1. W sezonie 1975/1976 wraz z Monaco Pleimelding spadł do Division 2.
W 1977 roku Pleimelding odszedł do Lille OSC, również występującego w Division 2. W sezonie 1977/1978 awansował z nim do Division 1. W Lille grał do 1981 roku. Następnie przeniósł się do szwajcarskiego Servette FC, z którym w sezonie 1981/1982 wywalczył wicemistrzostwo Szwajcarii. Następnie wrócił do Francji, gdzie występował w drugoligowych drużynach AS Cannes i FC Mulhouse, a także w trzecioligowym SAS Épinal, gdzie w 1986 roku zakończył karierę.
W Division 1 rozegrał 157 spotkań i zdobył 57 bramek.

## Kariera reprezentacyjna
W reprezentacji Francji Pleimelding wystąpił jeden raz, 8 listopada 1978 w wygranym 1:0 towarzyskim meczu z Hiszpanią.

## Kariera trenerska
Jako trener Pleimelding prowadził SAS Épinal, reprezentację Wybrzeża Kości Słoniowej oraz FCSR Haguenau. W 1996 roku poprowadził reprezentację WKS na Pucharze Narodów Afryki. Rozegrała ona na nim spotkania z Ghaną (0:2), Mozambikiem (1:0) i Tunezją (1:3), po czym zakończyła turniej na fazie grupowej.